# Мацуэ, Харудзи
Харудзи Мацуэ́ (яп. 松江 春次 Мацуэ Харудзи, 1878, Аидзувакамацу, Япония — 1954) — японский предприниматель, организовавший первое в Японии производство рафинированного сахара.
Обучался в Университете штата Луизиана. К 1925 году Мацуэ построил завод, перерабатывающий сырье с более чем 3000 гектаров сахарных плантаций.